# 倩影 (林慧萍)
《倩影》是台灣女歌手林慧萍所演唱的成名曲之一，收錄於1982年12月發行的首張專輯往昔裡。

## 背景
「倩影」為林慧萍首張同名專輯「往昔」曲目之一，位於A面第2首，由楊明輝先生作曲、作詞，原本此歌曲原非當時專輯「往昔」之主打歌曲，但因歌曲背後有一段真實且感人的故事，在一場兩人車禍中作者受了重傷，而女友更不幸於此車禍中過世，從此佳侶天人永隔，作者為了紀念女友而創作了此曲，也是作者唯一的流行歌曲作品，並由剛出道的林慧萍用其獨特與略帶苦腔的嗓音演唱，為此曲更增添了濃濃的感傷與無盡的懷念，在林慧萍發表了首張專輯之後，這首歌曲的真實故事引發歌迷喜愛，更勝過當時主打歌曲「往昔」（同名專輯），這也是歌林唱片公司意想不到的事。

## 歷程
在1983年，在當時台灣流行歌曲排行榜最重要的指標節目華視「綜藝100」，「往昔」這張專輯獲頒 1983（民國72年）年度流行專輯歌曲總冠軍，但由於「倩影」深受歌迷喜愛，因此林慧萍在典禮中便先完整演唱此首歌曲，而再與劉家昌短合唱「往昔」。
「倩影」在1982年發表至2011年（民國100年），近30年後，入選榮獲中華民國建國100年經典百大單曲之一。縱觀台灣發行流行歌曲數十萬首來說，能夠脫穎而出獲選建國百大單曲之一，林慧萍在接受民視電視台訪時表示：「作為歌手，真的只有一首可以留下來，我覺得就已足夠了」，只要是好歌，就會繼續傳唱下去，因為每個人的記憶裡都有她歌，也會歷久彌新。

## 翻唱
- 陳淑樺：收錄於海外版的【星光滿天】專輯
- 李翊君：收錄於【海枯石爛】專輯
- 费翔：收錄於【四海一心】專輯